# Шишман I
Шишман I е деспот на Видин, по-късно обявил се за независим цар.

## Произход и ранни години
Шишман е с благородническо потекло, много вероятно от кумански произход.
Годините на издигането на Шишман в аристократичната пирамида не са добре документирани. Знае се, че е женен за неизвестна по име дъщеря на Ана-Теодора Асенина, като по този начин става родственик на Иван Асен II. В изследванията си относно династията на Шишмановците доцент д-р Петър Николов-Зиков допуска, че Шишман склюва първия си брак с вдовицата на деспот Яков Светослав, неизвестна по име внучка на Иван Асен II, дъщеря на Теодор II Ласкарис и Елена Асенина. Известно е, че през 1270 г. получава титлата „деспот“, а под властта му е поставен Видин, (бившето владение на Яков Светослав) от цар Константин I Асен.

## Управление
През 1280 г. нововъзкачилият се на българския престол Георги I Тертер не може да се справи с нарастващия сепаратизъм на болярите. Те провеждат независима политика в дадените им от царя владения и се обявяват за независими владетели. Според българския историк Пламен Павлов Шишман вероятно е близък роднина на цар Георги Тертер (негов брат?), който отказва да признае за законен владетел узурпатора Смилец (1292 – 1298), като се обявява за цар във Видин. Според данните на Бориловия синодик след Георги I Тертер цар става именно Шишман, докато узурпаторът Смилец и неговият син Иван Смилец отсъстват.
Възползвайки се от това, през 1280 г. Шишман (дотогава той е просто деспот на Видинско) се обявява за независим владетел и цар. Това е приветствано с радост от жителите на областта, които още от времето на Борил се стремят към независимост.
През 1291 г. сръбският крал Стефан II Милутин напада владенията на братята владетели Дърман и Куделин, които са васали на Шишман в областта Браничево. Въпреки че отбиват множество атаки, те са победени от краля. След това столицата им Ждрело е обсадена и превзета.
Шишман I, виждайки в това възможност да придобие плячка и нови земи, през 1292 г. се отправя на поход към Браничевската област. След незначителни успехи той настъпва все по-навътре и достига Ждрело. Пред стените на града се разиграва решителната битка, в която побеждават сърбите, а на деспота му се налага да бяга и да се укрепи в собствените си владения.
Това поражение е почти фатално за Шишман. В него той губи повечето своя войска, а крал Стефан II Милутин нахлува във Видинското царство. Много от крепостите му падат, след което самият Видин е обсаден. Шишман I отново успява да избяга, този път при татарите във Влахия.
Въпреки че столицата на Видинското царство е превзета, Шишман все още не е напълно победен. Той моли за помощ татарския темник Ногай и по този начин притиска Милутин да започне преговори за мир, изправен пред война със силната татарска държава. Постигнато е компромисно споразумение, с което сърбите отстъпват обратно Видин на Шишман I, в замяна на което Ногай не им обявява война. Договорът е скрепен с династичен брак между Шишмановия син Михаил Шишман и Анна-Неда. Наскоро овдовелият Шишман също взел за съпруга дъщерята на великия сръбски жупан Драгош.
След тази татарска помощ властта на Шишман I малко по малко запада и той става зависим от Ногай, разполагащ със силна войска, на която и повечето европейски страни не биха могли да устоят. Деспотът обаче донякъде печели от упадъка на Българското царство при цар Смилец и малолетния му син, от чието име управлява царицата-майка Смилцена, тъй като по този начин източната му граница е подсигурена срещу нахлуване на търновски войски.
През 1300 г. става превратно събитие в Търновското царство. Теодор Светослав и Чака свалят от престола малолетния Иван IV Смилец и цар става именно Светослав. След смъртта на Чака, синът му Кара-Кишек, с 2 негови родственици – Джерик Темир и Юлукотлу с 3000 татарски конници намират убежище във Видин и постъпват на служба при Шишман. Постепенно Теодор Светослав започва да подчинява болярските държавици и така да възстановява единението на България. Дори да е поддържал мир с царството, Шишман I малко по малко става зависим от Търново. През 1313 г. той официално признава върховенството на Теодор Светослав във Видинско. Деспот Шишман е споменат и в Бориловия синодик с тези думи: „На благоверния цар Шишман вечна памет“.

## След смъртта му
След смъртта на Шишман I, при възцаряването на Михаил Шишман на бащиния му престол в Бдин през 1323 г, Видинското царство вероятно продължава да бъде отделно, но все още зависимо от Търновското. Видинско отново е включено в България, едва когато Михаил става български цар под името Михаил III Шишман Асен през 1330 г. Още същата година обаче Михаил умира в битката при Велбъжд, а на престола застава синът му Иван Стефан. След преврат начело на държавата застава Иван Александър, Ловешки деспот и племенник на убития цар. Белаур (Бела Урош?) – братът на Михаил, отново отцепва Видин като независима държава, недоволен от кардиналната смяна на властта. Причинява много беди на Иван Александър, но най-накрая е разбит в Битката при Дерманци.
Накрая самият Иван Александър, след като лишава от престола на Търново сина си Иван Срацимир, му поверява управлението на Видинското царство. Иван Срацимир след война с Търновското царство (около 1378 г., недоказана, като единствено доказателство е, че в стара карта като владение на Иван Срацимир е дадена и Сердика (София)) е пленен от османците през 1396 г.
В периода 1396 – 1422 г. Видин се обособява като владение, подчинено на султана на Османската империя, под управлението на Константин II Асен – син на Иван Срацимир.

## Брак и потомство
Шишман I е женен за неизвестна дъщеря на Ана-Теодора Асенина, което го прави родственик на Иван Асен II и претендент за българския престол в Търново. Той е основоположник на последната българска владетелска династия. От Ана-Теодора има няколко деца:
- Михаил III Шишман Асен – деспот/цар на Видин и цар на Търново
- Кераца Петрица, деспотица, майка на цар Иван-Александър

След смъртта на първата си съпруга се жени повторно за дъщеря на сръбският велик жупан Драгош.  От брака си с дъщерята на жупан Драгош има едно дете:
- Белаур, деспот на Видин

От децата си Шишман има 10 внука, сред които:
- Иван Стефан – цар на България (1330 – 1331)
- Иван Александър – цар на България (1331 – 1371)
- Елена Българска – царица на Душановото царство и деспина на Сяр
- Шишман II – цар на България в изгнание

По този начин има и поне 4 правнуци:
- Стефан Урош V – цар на Сърбия (1356 – 1371)
- Иван Срацимир – цар на Видин (1356 – 1396)
- Иван Шишман – цар на България (1371 – 1395)